# Syntonisches Komma
Das syntonische Komma, auch didymisches Komma (nach Didymos dem Musiker), ist in der Musiktheorie ein kleines musikalisches Intervall, welches einem Frequenzverhältnis von 81:80 entspricht (ca. 21,51 Cent).
Das Intervall spielt im Zusammenhang mit Stimmungssystemen eine Rolle und kann durch unterschiedliche Aneinanderreihung von reinen Intervallen gewonnen werden.

## Größe und Frequenzverhältnis
Das syntonische Komma ist die Differenz zwischen der pythagoreischen Terz (Frequenzverhältnis 81/64) und der reinen Terz (5/4). Eine Pythagoreische Terz entspricht dabei als Ditonus zwei pythagoreischen Ganztönen (9/8):
syntonisches Komma =  pythagoreische Terz − reine Terz  =  2 pythagoreische Ganztöne − reine Terz  {\displaystyle \approx } 21,51 Cent.
Da bei der Addition bzw. Subtraktion von Intervallen die Frequenzverhältnisse multipliziert bzw. dividiert werden, errechnet sich somit das Frequenzverhältnis des syntonischen Kommas zu:
{\displaystyle \textstyle {\left({\frac {9}{8}}\right)^{2}}/{\frac {5}{4}}={\frac {81}{64}}/{\frac {5}{4}}={\frac {81}{80}}}
Das syntonische Komma tritt auch als Differenz zwischen großem Ganzton (9/8) und kleinem Ganzton (10/9) auf:
syntonisches Komma = großer Ganzton − kleiner Ganzton
Sein Frequenzverhältnis errechnet sich hierbei zu:
{\displaystyle \textstyle {{\frac {9}{8}}/{\frac {10}{9}}={\frac {81}{80}}}}
Eine weitere Konstruktionsmöglichkeit ist der Unterschied von 4 reinen Quinten (3/2) zu 2 Oktaven (2/1) und einer reinen großen Terz (5/4):  
syntonisches Komma =  4 reine Quinten − 2 Oktaven − reine große Terz 
{\displaystyle \textstyle {\left({\frac {3}{2}}\right)^{4}/\left(2^{2}\cdot {\frac {5}{4}}\right)={\frac {81}{80}}}}
Diese Beziehung ist Basis der 1/4-Komma-mitteltönigen Stimmung, bei der die Quinten um 1⁄4 des syntonischen Kommas verringert werden, mit dem Ziel, dass sich aus 4 temperierten Quinten jeweils eine reine Terz ergibt.

## Beispiel
Das syntonische Komma tritt bei Modulationen auf, wenn rein intoniert wird. Zum Beispiel erhöht sich bei einer Modulation von C-Dur nach G-Dur nicht nur f in fis (Vorzeichenwechsel), sondern auch a mit der Frequenz 440 Hz um ein syntonisches Komma in ein a mit 445,5 Hz (Frequenzverhältnis 445,5⁄440 = 81⁄80).
Modulation C-Dur nach G-Dur
| Modulation C-Dur nach G-Dur | Nur Sopran |

Weil diese Änderung bei Tasteninstrumenten nicht verwirklicht werden kann, sind diese mitteltönig, wohltemperiert oder – heutzutage fast durchgängig – gleichstufig gestimmt (siehe pythagoreisches Komma).